# Backstreet Boys
 (транскр.  Бекстрит бојс) су америчка музичка група. Настали су 1993. године у Орланду, и њихова каријера и даље траје. До сада су продали више од 100.000.000 албума широм света. Бекстрит Бојс су најуспешнији „бојбенд“ (момачки бенд) у историји.

## Чланови
Чланови групе одабрани су на аудицији. Продуцент Лу Перлман био је одушевљен групом New Kids on the Block, која је током 1980-их владала светском музичком сценом. Након серија аудиција током 1992. и 1993. године, у групу су ушли Еј. Џеј. Меклин, Хауи Дороу, Ник Картер, Сем Ликата и Чарлс Едвардс. Убрзо су Ликата и Едвардс напустили групу, а заменили су их Кевин Ричардсон и његов рођак Брајан Литрел.

## Дискографија
| - 1996: - 1997: - 1997: - 1999: - 2000: - 2005: - 2007: - 2009: - 2013: - 2019: - 2001: - 2010: | - 1995: " - 1996: "" - 1997: "" - 1997: "" - 1997: "" - 1997: "" - 1997: "" - 1998: "" - 1999: "" - 1999: "" - 1999: "" - 2000: "" - 2000: "" - 2001: "" - 2001: "" - 2001: "" - 2005: "" - 2005: "" - 2005: "" - 2006: "" - 2007: "" - 2007: "" - 2008: "" - 2008: "" - 2009: "" - 2009: "" | - 1995-1996: - 1997-1999: - 1999-2000: - 2000-2001: - 2004: - 2005-2006: - 2008: - 2009-2010: - 2011-2012: - 2013-2015: |